# Мантегацца, Паоло
Па́оло Мантега́цца (Paolo Mantegazza, 31.10.1831 — 28.8.1910) — итальянский врач и гигиенист.
Родился в 1831 году в городе Монца. В 1854 году получил степень доктора медицины в Павии, и в 1860 году в том же городе занял кафедру общей патологии. В 1870 году перешёл на кафедру антропологии во Флоренции, с 1876 года состоял сенатором итальянского королевства. Кроме нескольких специально-научных исследований по различным отраслям медицины, он выпустил в свет целый ряд книг популярного характера, как то: «Физиология удовольствия», «Физиология любви», «Физиология боли», «Гигиена любви» и т. п. Некоторые из них переведены на многие европейские языки, в том числе и на русский, и нашли обширный круг читателей. Кроме того, Мантегацца много путешествовал по Южной Америке, а также Лапландии и Ост-Индии и написал очерки этих стран на основании своих личных впечатлений. Все его сочинения отличаются блестящим изложением, но вместе с тем многословием.

## Русские переводы сочинений Паоло Мантегацца
- Любовь рода человеческого = L'amore del huomini / Паоло Мантегацца; Пер. с ит. Лю Каневского М. : КРОН-ПРЕСС, 1999
- Инструкции для изучения сравнительной психологии, составленные Монтегацца, Гилиоли, Летурно Санкт-Петербург : Рус. геогр. о-во, 1879
- Гигиена любви : Пер. с фр. / Соч. П. Мантегаццы, проф. антропологии и сенатора Итал. королевства Москва : Ф.И. Анский, 1888
- Искусство быть счастливым / Соч. Паоло Мантегацца, проф. антропологии во Флоренции; Пер. с итал. д-ра мед. Н.П. Лейненберга Одесса : тип. "Одес. новостей", 1888
- Искусство быть счастливым / Соч. Паоло Мантегацца, проф. антропологии во Флоренции; Пер. с итал. д-ра мед. Н.П. Лейненберга Одесса : тип. "Одес. листка", 1890
- Нервный век / Соч. П. Мантегацца, проф. антропологии во Флоренции; Пер. с итал. д-ра мед. Н.П. ЛейненбергаОдесса : тип. "Одес. новостей", 1888
- Нервный век / Соч. П. Мантегацца, проф. антропологии во Флоренции; Пер. с итал. д-ра мед. Н.П. Лейненберга Одесса : тип. Е.И. Фесенко, 1890
- Физиология любви = (Physiologie de l'amour) / Соч. П. Мантегацца, проф. антропологии и сенатора Италии; Пер. с фр. изд. под ред. В.И. Гребенщикова Санкт-Петербург : В.И. Губинский, [1888]
- Физиология любви = (Physiologie de l'amour) / Пер. с 3-го итал. изд. С. и М. Санкт-Петербург : тип. И.Н. Скороходова, 1888
- Физиология любви = (Physiologie de l'amour) / Пер. с 3-го итал. изд. С. и М. Санкт-Петербург : М.В. Попов, 1901
- Инструкции для изучения сравнительной психологии, составленные Монтегацца, Гилиоли и Летурно / [Пер.] В.Н. Бензенгра Москва : тип. М.Н. Лаврова и К°, 1877
- Физиономия и выражение чувств / Соч. П. Мантегаццы, проф. Музея естеств. наук во Флоренции с введ., сост. авт. для рус. изд. и с 8 табл. рис.; Пер. с фр. под ред. и с предисл. Н.Я. Грота, д-ра и проф. философии и Е.В. Вербицкого, д-ра мед. Киев : тип. И.Н. Кушнерева и К°, 1886
- Физиология наслаждений : С портр. [и краткой биогр.] авт. : Пер. с 9 стереотип. итал. изд. / Соч. П. Мантегацца, проф. антропологии и сенатора Итальян. королевства Москва : Ф.И. Анский, 1890
- Физиология наслаждений : С портр. [и краткой биогр.] авт. : Пер. с 9 стереотип. итал. изд. / Соч. П. Мантегацца, проф. антропологии и сенатора Итальян. королевства Москва : Ф.И. Анский, 1892
- Экстазы человека = [Le estasi umane] / Паоло Мантегацца, проф. антропологии во Флоренции; Пер. с 5 итал. изд. д-р Н. Лейненберг Санкт-Петербург : Ф. Павленков, 1890
- Больная любовь : Гигиенич. роман П. Мантегацца, проф. антропологии во Флоренции / Пер. с 7-го итал. изд. Люботинский Санкт-Петербург : Ф. Павленков, 1892
- Искусство жениться : Трактат об условиях счастливого брака в соврем. о-ве / Паоло Мантегацца; Пер. с итал. [и послесл.] Санкт-Петербург : тип. Дома призрения малолетн. бедн., 1893
- Наследственность = (L'hérédité) : Пер. с фр. / П. Мантегацца, проф. антропологии Санкт-Петербург : тип. Дома призрен. малол. бедн., 1898
- Искусство долго жить / Соч. Паоло Мантегацца, проф. антропологии во Флоренции; Пер. с итал. д-ра мед. Н.П. Лейненберга Одесса : тип. "Одес. новостей", 1889
- Лицемерный век = (Il secolo tartufo) / Соч. Паоло Мантегацца, проф. антропологии во Флоренции; Пер. с 4 итал. изд. д-р Н. Лейненберг. Одесса : тип. "Одес. новостей", 1889
- Счастье и труд / Сост. П. Мантегацца, проф. антропологии во Флоренции; Пер. со 2-го итал. изд. д-р Н. Лейненберг Санкт-Петербург : Ф. Павленков, 1889
- Счастье и труд / Сост. П. Мантегацца, проф. антропологии во Флоренции; Пер. со 2-го итал. изд. д-р Н. Лейненберг Санкт-Петербург : Ф. Павленков, 1889
- Счастье и труд / Сост. П. Мантегацца, проф. антропологии во Флоренции; Пер. со 2-го итал. изд. д-р Н. Лейненберг Санкт-Петербург : Ф. Павленков, 1896
- Больная любовь : Гигиенич. роман П. Мантегацца, проф. антропологии во Франции / Пер. с 7 итал. изд. Люботинский	Санкт-Петербург : Ф. Павленков, 1890
- Гигиена красоты : Пер. с 10 итал. изд. Одесса : изд. Н. Лейненберга, 1890
- Искусство быть здоровым / Соч. Паоло Мантегацца, проф. антропологии во Флоренции; Пер. с итал. д-р мед. Н.П. Лейненберг Одесса : тип. "Одес. новостей", 1890
- Искусство быть здоровым : Пер. с нем. изд. / Соч. Паоло Мантегацца, проф. антропологии во Флоренции Киев : Ф.А. Иогансон, 1890
- Физиология ненависти / Соч. Паоло Мантегацца, проф. антропологии во Флоренции и сенатора Италии; Пер. с итал. д-р мед. Н. Лейненберг Одесса : изд. переводчика, 1890
- Гигиена чувств / Пер. с итал. д-ра Н. Лейненберга Москва : К.П. Карбасников, 1893
- Искусство жениться Санкт-Петербург : ред. журн. "Колосья", 1893
- Физиология любви = (Physiologie de l'amour) / Соч. П. Мантегацца, проф. антропологии и сенатора Италии; Пер. с фр. изд. под ред. д-ра В.П. Гребенщикова Санкт-Петербург : В.И. Губинский, ценз. 1893
- Физиология любви = (Physiologie de l'amour) / Соч. П. Мантегацца, проф. антропологии и сенатора Италии; Пер. с фр. изд. под ред. д-ра В.П. Гребенщикова Санкт-Петербург : В.И. Губинский, 1899
- Физиология женщины = (Fisiologia della donna) / П. Мантегацца, член Сената и проф. антропологии; Пер. Н. Федоровой Санкт-Петербург : В.И. Губинский, 1894
- Будущее человечество (3000-й год) : Социальная фантазия проф. Паоло Мантегацца : Пер. с итал. Санкт-Петербург : Ф. Павленков, 1898
- Грехи любви и их происхождение : Пер. с итал. Санкт-Петербург : кн. маг. "Новости", 1899
- Грехи любви и их происхождение : Пер. с рукописи Санкт-Петербург : кн. маг. "Новости", 1900
- Гигиена половой жизни : Пер. с итал. / Проф. П. Монтегацца Санкт-Петербург : Коммерч. печ., [1908]
- Современные женщины : [Попул. очерки] / Паоло Мантегацца, проф. Ун-та во Флоренции Москва : Соврем. проблемы, 1908
- Современные женщины : [Попул. очерки] / Паоло Мантегацца, проф. Ун-та во Флоренции  Москва : Соврем. проблемы, 1910
- Как выйти замуж и быть счастливой в супружеской жизни : Практ. необходимые советы всем желающим вступить в брак и делать безошибоч. выбор как мужа, так и жены : Прил.: Объяснение секрета для молодых девушек и женщин, как нравиться мужчинам, как выбирать жениха, и полезные советы для молодых женщин, чтобы иметь счастье в супружеской жизни, и также мысли известных писателей для прекрасного пола : Сост. по соч.: д-ра А. Дэбе, Г. Кленке, * * * Паоло Мантечацца, С. Смайльс и др. Москва : т-во скоропеч. А.А. Левенсон, [1909]Физиогномика и выражение чувств [Текст] / Паоло Мантегацца

Москва : Профит Стайл, 2011
- Сборник [Текст] : 1. Дневники Адама и Евы. Марк Твена. 2. Сфинкс без загадки. Оскар Уайльда. 3. Королева Изабо. Вилье де Лиль Адан. 4. Две натурщицы. Паоло Мантегацца. 5. Легенда. Немоевского. 6. Современная алхимия Санкт-Петербург : Пушкинская скоропечатня, [191-]